# Macrosiphoniella hillerislambersi
Macrosiphoniella hillerislambersi är en insektsart som beskrevs av Ossiannilsson 1854. Macrosiphoniella hillerislambersi ingår i släktet Macrosiphoniella och familjen långrörsbladlöss. Arten är reproducerande i Sverige. Inga underarter finns listade i Catalogue of Life.